# Ludger Engelbert von Ascheberg
Ludger Engelbert von Ascheberg (auch Ludolf Engelbert; * um 1630; † 12. September 1677) war Domherr in Münster.

## Leben
Ludger Engelbert von Ascheberg entstammte dem westfälischen Adelsgeschlecht von Ascheberg und war der Sohn des Ludger von Ascheberg zu Bying und Garthaus und dessen Gemahlin Anna Katharina von Brabeck. Sein Bruder Johann Heidenreich (münsterischer Domherr von 1642 bis 1697) präsentierte ihn am 29. April 1662 für die Dompräbende des verstorbenen Domherrn Johann Plechelm von Rhede. Mit der Aufschwörung auf die Geschlechter Ascheberg, Brabeck, Altenbochum und Letmathe am 24. Mai 1662 kam er in den Besitz der Pfründe. Ludger Engelbert war auch im Besitz des Archidiakonats Auf dem Drein. In seinem Testament von 11. September 1677 vermachte er seinen Kindern je 300 Reichstaler. Seine Präbende ging nach seinem Tod an Christoph Alexander von Velen.